# Lista de presidentes da República Portuguesa por tempo no cargo

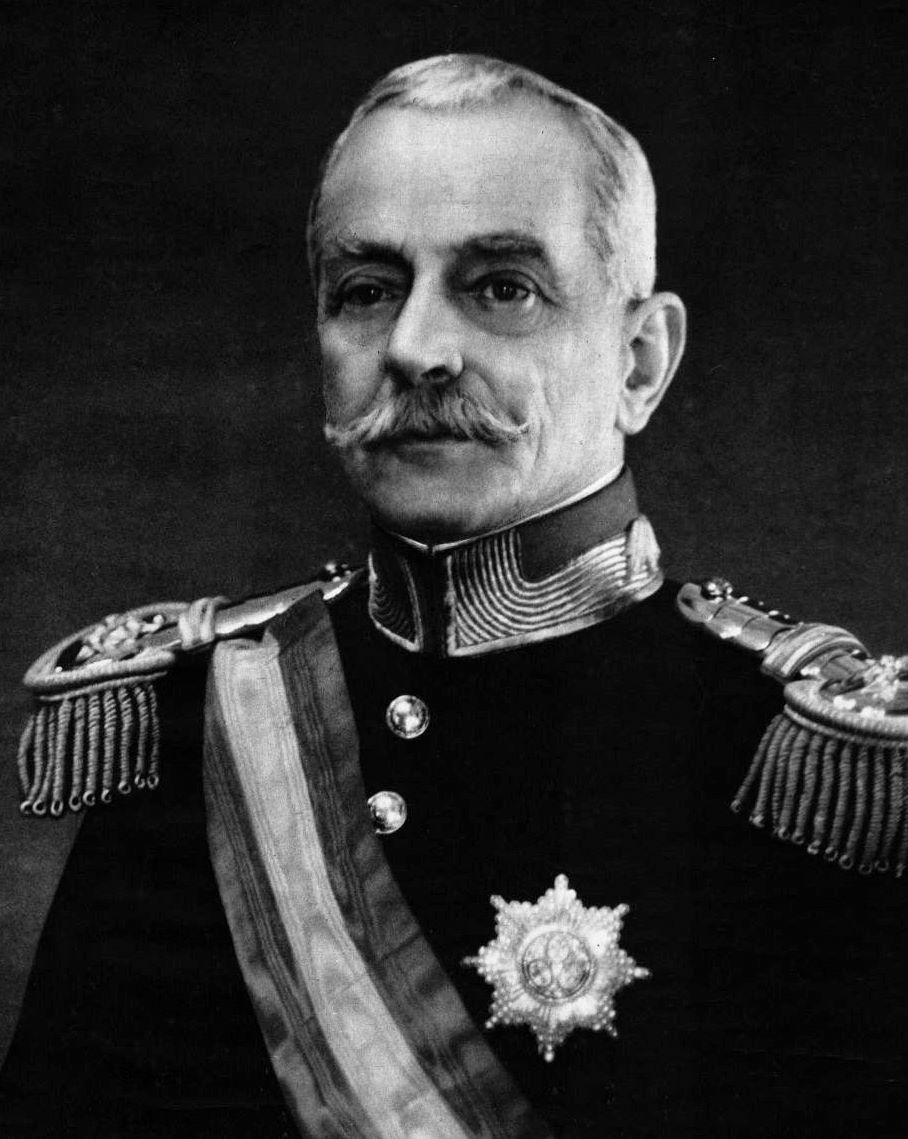
Óscar Carmona, é o chefe de Estado da República que ocupou o cargo durante mais tempo (24 anos e 129 dias).

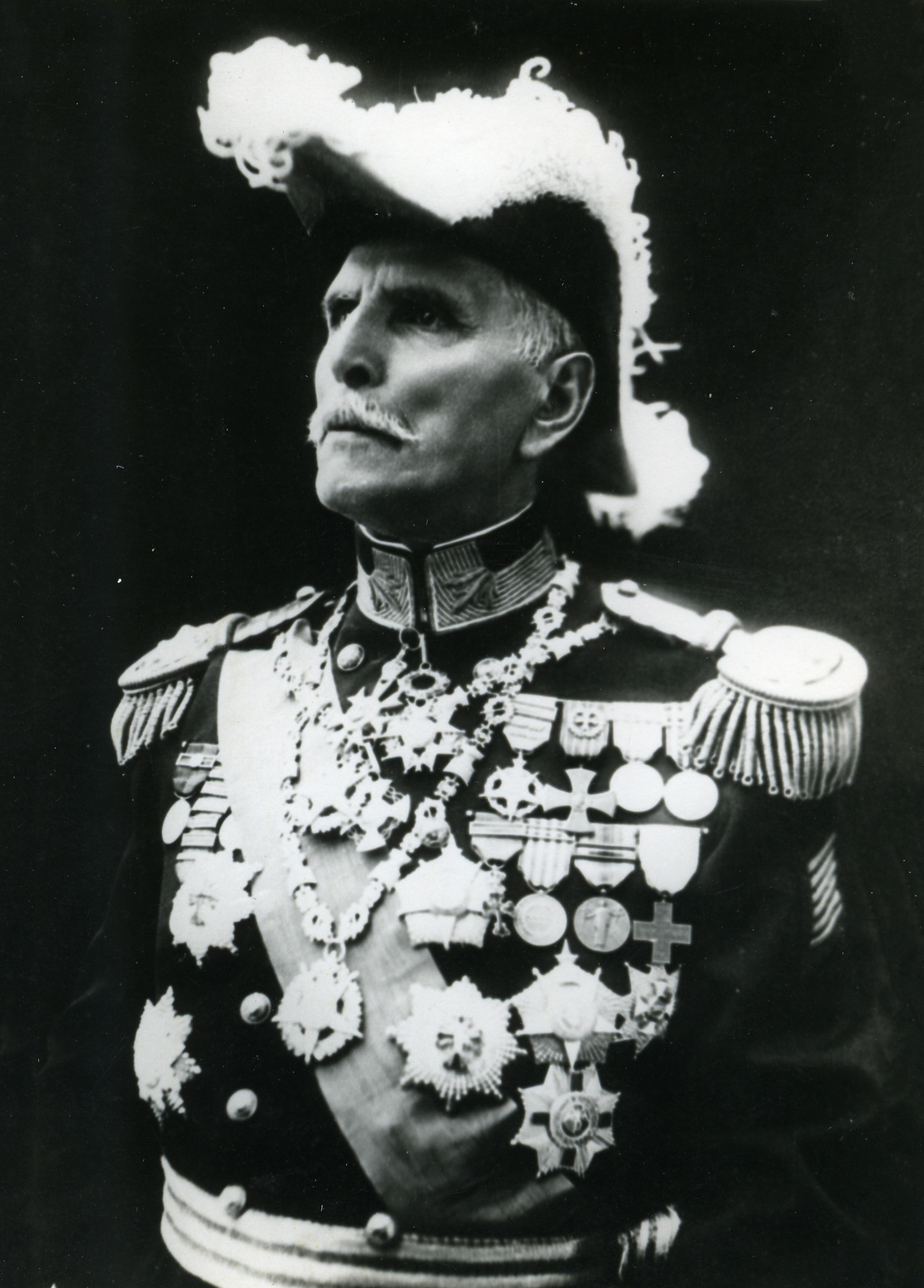
Manuel Gomes da Costa, é o chefe de Estado da República que ocupou o cargo durante menos tempo (10 dias).

Esta lista de presidentes da República Portuguesa por tempo no cargo apresenta cada chefe de Estado da República por ordem de duração do período em que ocupou o cargo.
Das 24 pessoas ou órgãos que serviram como chefe de Estado até à tomada de posse de Marcelo Rebelo de Sousa, apenas oito ocuparam o cargo por quatro anos ou mais, enquanto que onze estiveram menos de um ano no poder. Óscar Carmona ocupou o cargo durante um período recorde de 24 anos e 129 dias. Durante a Primeira República, António José de Almeida, o único a terminar um mandato presidencial, foi quem deteve o poder mais tempo com um total de 4 anos.
A chefia de Estado menos duradoura foi a do Governo de 1918 após o presidenticídio de Sidónio Pais, que durou pouco menos de dois dias até à eleição de novo presidente (João do Canto e Castro). No período ditatorial da Ditadura Militar, Ditadura Nacional e Estado Novo, a chefia de Estado mais curta foi a de Manuel Gomes da Costa que deteve as prerrogativas de chefe de Estado durante 10 dias. Na Democracia, o recorde cabe à Junta de Salvação Nacional, que serviu como chefe de Estado durante 20 dias. Excluindo órgãos, as presidências mais curtas da Primeira República e da Democracia são as de Teófilo Braga (129 dias) e de António de Spínola (138 dias). Contabilizando os dois períodos de Teófilo Braga (1 ano e 87 dias), bem como os de Bernardino Machado (2 anos e 239 dias), então o presidente da República que de facto ocupou durante menos tempo o cargo durante a Primeira República foi João do Canto e Castro, com 293 dias. Excluindo órgãos coletivos, as presidências interinas de António de Oliveira Salazar e os casos em que aos chefes de governo na altura apenas lhes haviam sido atribuídas temporariamente as prerrogativas de presidente da República (José Mendes Cabeçadas e Manuel Gomes da Costa), o presidente da República com menos tempo no cargo durante a Ditadura foi Francisco Craveiro Lopes, com 7 anos.

## Chefes de Estado da República Portuguesa por tempo no cargo
A 22 de março de 2025 a lista encontra-se ordenada desta forma:
Legenda de cores
|  | Lugar (total de tempo) | Lugar (por período) | Chefe de Estado                                 | Data de início                              | Data de fim                               | Tempo no cargo                                                  | Períodos |
|  | ---------------------- | ------------------- | ----------------------------------------------- | ------------------------------------------- | ----------------------------------------- | --------------------------------------------------------------- | -------- |
|  | 1                      | 1                   | Óscar Carmona                                   | 29 de novembro de 1926                      | 18 de abril de 1951                       | 24 anos e 129 dias                                              | 1        |
|  | 2                      | 2                   | Américo Thomaz                                  | 9 de agosto de 1958                         | 25 de abril de 1974                       | 15 anos e 259 dias                                              | 1        |
|  | 3                      | 3                   | Mário Soares                                    | 9 de março de 1986                          | 9 de março de 1996                        | 10 anos                                                         | 1        |
|  | 3                      | 3                   | Jorge Sampaio                                   | 9 de março de 1996                          | 9 de março de 2006                        | 10 anos                                                         | 1        |
|  | 3                      | 3                   | Aníbal Cavaco Silva                             | 9 de março de 2006                          | 9 de março de 2016                        | 10 anos                                                         | 1        |
|  | 6                      | 6                   | António Ramalho Eanes                           | 14 de julho de 1976                         | 9 de março de 1986                        | 9 anos e 238 dias                                               | 1        |
|  | 7                      | 7                   | Marcelo Rebelo de Sousa                         | 9 de março de 2016                          | presente                                  | 9 anos e 13 dias                                                | 1        |
|  | 8                      | 8                   | Francisco Craveiro Lopes                        | 9 de agosto de 1951                         | 9 de agosto de 1958                       | 7 anos                                                          | 1        |
|  | 9                      | 9                   | António José de Almeida                         | 5 de outubro de 1919                        | 5 de outubro de 1923                      | 4 anos                                                          | 1        |
|  | 10                     | 10                  | Manuel de Arriaga                               | 24 de agosto de 1911                        | 29 de maio de 1915                        | 3 anos e 278 dias                                               | 1        |
|  | 11                     | –                   | Bernardino Machado                              | 5 de outubro de 1915 11 de dezembro de 1925 | 12 de dezembro de 1917 31 de maio de 1926 | 2 anos e 239 dias 2 anos e 68 dias (1.ª vez) 171 dias (2.ª vez) | 2        |
|  | –                      | 11                  | Bernardino Machado (1.ª vez)                    | 5 de outubro de 1915                        | 12 de dezembro de 1917                    | 2 anos e 68 dias                                                | –        |
|  | 12                     | 12                  | Manuel Teixeira Gomes                           | 5 de outubro de 1923                        | 11 de dezembro de 1925                    | 2 anos e 67 dias                                                | 1        |
|  | 13                     | 13                  | Francisco da Costa Gomes                        | 30 de setembro de 1974                      | 14 de julho de 1976                       | 1 ano e 288 dias                                                | 1        |
|  | 14                     | –                   | Teófilo Braga                                   | 5 de outubro de 1910 29 de maio de 1915     | 24 de agosto de 1911 5 de outubro de 1915 | 1 ano e 87 dias 323 dias (1.ª vez ) 129 dias (2.ª vez)          | 2        |
|  | 15                     | 14                  | Sidónio Pais                                    | 27 de dezembro de 1917                      | 14 de dezembro de 1918                    | 352 dias                                                        | 1        |
|  | –                      | 15                  | Teófilo Braga (1.ª vez)                         | 5 de outubro de 1910                        | 24 de agosto de 1911                      | 323 dias                                                        | –        |
|  | 16                     | 16                  | João do Canto e Castro                          | 16 de dezembro de 1918                      | 5 de outubro de 1919                      | 293 dias                                                        | 1        |
|  | –                      | 17                  | Bernardino Machado (2.ª vez)                    | 11 de dezembro de 1925                      | 31 de maio de 1926                        | 171 dias                                                        | –        |
|  | 17                     | 18                  | 3.º Ministério da ditadura                      | 9 de julho de 1926                          | 29 de novembro de 1926                    | 143 dias                                                        | (1)      |
|  | 18                     | 19                  | António de Spínola                              | 15 de maio de 1974                          | 30 de setembro de 1974                    | 138 dias                                                        | 1        |
|  | –                      | 20                  | Teófilo Braga (2.ª vez)                         | 29 de maio de 1915                          | 5 de outubro de 1915                      | 129 dias                                                        | –        |
|  | 19                     | –                   | António de Oliveira Salazar (interino)          | 15 de abril de 1935 18 de abril de 1951     | 26 de abril de 1935 9 de agosto de 1951   | 124 dias 11 dias (1ª vez; interino) 113 dias (2ª vez; interino) | (2)      |
|  | –                      | 21                  | António de Oliveira Salazar (2.ª vez; interino) | 18 de abril de 1951                         | 9 de agosto de 1951                       | 113 dias                                                        | –        |
|  | 20                     | 22                  | Junta de Salvação Nacional                      | 25 de abril de 1974                         | 15 de maio de 1974                        | 20 dias                                                         | (1)      |
|  | 21                     | 23                  | José Mendes Cabeçadas                           | 31 de maio de 1926                          | 17 de junho de 1926                       | 17 dias                                                         | 1        |
|  | 22                     | 24                  | 15.º Ministério republicano                     | 12 de dezembro de 1917                      | 27 de dezembro de 1917                    | 15 dias                                                         | (1)      |
|  | 23                     | 25                  | 2.º Ministério da ditadura                      | 17 de junho de 1926                         | 29 de junho de 1926                       | 12 dias                                                         | (1)      |
|  | –                      | 26                  | António de Oliveira Salazar (1.ª vez; interino) | 15 de abril de 1935                         | 26 de abril de 1935                       | 11 dias                                                         | –        |
|  | 24                     | 27                  | Manuel Gomes da Costa                           | 29 de junho 1926                            | 9 de julho de 1926                        | 10 dias                                                         | 1        |
|  | 25                     | 28                  | 16.º Governo republicano                        | 14 de dezembro de 1918                      | 16 de dezembro de 1918                    | 2 dias                                                          | (1)      |